# Metropolitana di Xi'an
La metropolitana di Xi'an è di proprietà della Metro Xi'an Company Ltd. (XAMC) ed è composta da sei linee, per una lunghezza totale di 234 km con 175 stazioni in servizio, e ogni anno viene fatta una linea nuova.
La linea 2, la prima a essere realizzata, venne inaugurata il 16 settembre 2011, facendo sì che Xi'an fosse la decima città nella Cina continentale ad avere una metropolitana. La seconda linea, la 1, è stata aperta nel settembre 2013, e corre da est a ovest.

## Note

Mappa al 2020

## Linee
| Linea   | Capolinea (Distretto)         | Capolinea (Distretto)        | Apertura | Ultima estens. | Lunghezza | Stazioni |
| ------- | ----------------------------- | ---------------------------- | -------- | -------------- | --------- | -------- |
| Linea 1 | Houweizhai (Weiyang)          | Fangzhicheng (Baqiao)        | 2013     | 2023           | 41,4      | 30       |
| Linea 2 | Bei Kezhan (Weiyang)          | Huizhan Zhongxin (Yanta)     | 2011     | 2023           | 33,6      | 25       |
| Linea 3 | Yuhuazhai (Yanta)             | Baoshuiqu (Baqiao)           | 2016     | —              | 39,1      | 26       |
| Linea 4 | Xi'an Beizhan (Baqiao)        | Hangtian Xincheng (Chang'an) | 2018     | —              | 35,2      | 29       |
| Linea 5 | Xi'an Yanminghu (Weiyang)     | Chuangxingang (Chang'an)     | 2020     | 2024           | 45,0      | 33       |
| Linea 6 | Xi'an Xi'annanzhan (Chang'an) | Fangzhicheng (Weiyang)       | 2020     | 2024           | 39,6      | 32       |
| Totale  | Totale                        | Totale                       | Totale   | Totale         | 234       | 175      |